# Anastazy Nadolny
Anastazy Nadolny (ur. 8 stycznia 1937 w Rybnie) – ksiądz katolicki z diecezji pelplińskiej, profesor, historyk Kościoła. 

## Życiorys
W latach 1981–1992 zatrudniony w Wyższym Seminarium Duchownym w Pelplinie zajmując stanowiska: lektora języka łacińskiego, prefekta studiów oraz dyrektora biblioteki. Od 1992 r.  wykładowca historii Kościoła w Instytucie Teologicznym w Tczewie - Punkcie Konsultacyjnym Uniwersytetu Kardynała Stefana Wyszyńskiego.
1 września 2001 został zatrudniony w Uniwersytecie Mikołaja Kopernika w Toruniu na stanowisku profesora nadzwyczajnego. Kierownik Zakładu Historii Kościoła (nowożytnej) na Wydziale Teologicznym UMK w latach 2001–2012. 